# Salmoneus artmanni
Salmoneus artmanni är en kräftdjursart. Salmoneus artmanni ingår i släktet Salmoneus och familjen Alpheidae. Inga underarter finns listade i Catalogue of Life.